# David Keery
David Keery (Banbridge, 29 november 1955) is een Noord-Iers dartsspeler.
Keery behaalde samen met Steve Brennan, Ray Farrell en Fred McMullan de finale van WDF Europe Cup Teams in 1984. Daarin verloren ze van Team Engeland met Eric Bristow, John Lowe, Cliff Lazarenko en Dave Whitcombe.
Keery behaalde de Winmau World Masters, Daarin verloor hij van Dennis Hickling in 1984 en van Dave Lee in 1985.

## Resultaten op wereldkampioenschappen

### WDF
- 1985: Laatste 64 (verloren van Robert MacKenzie met 0-4)
- 1991: Laatste 64 (verloren van Uylsses Willis met 3-4)